# Typhoon VCA

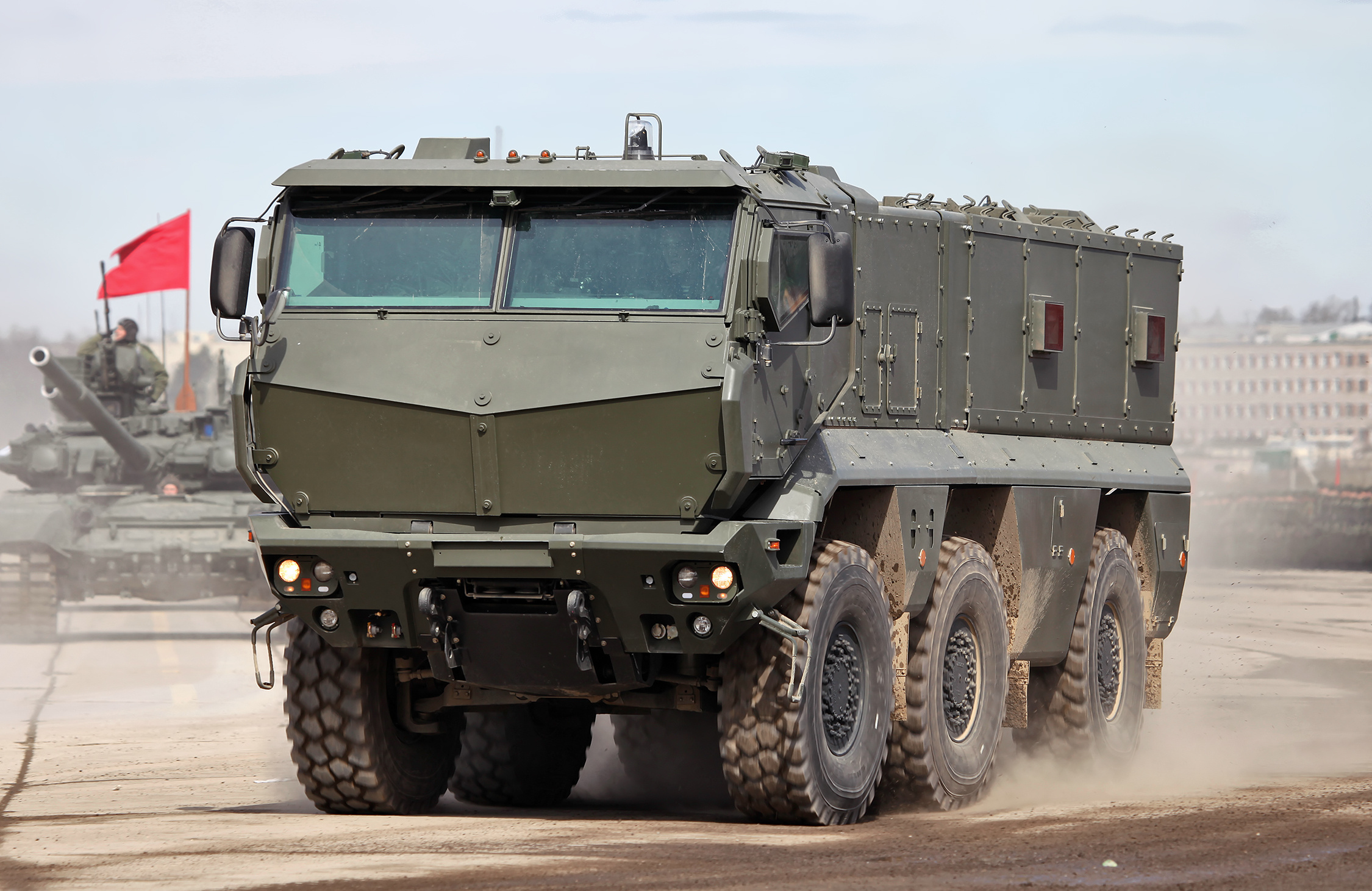
KamAZ-63968 Tayfun-K

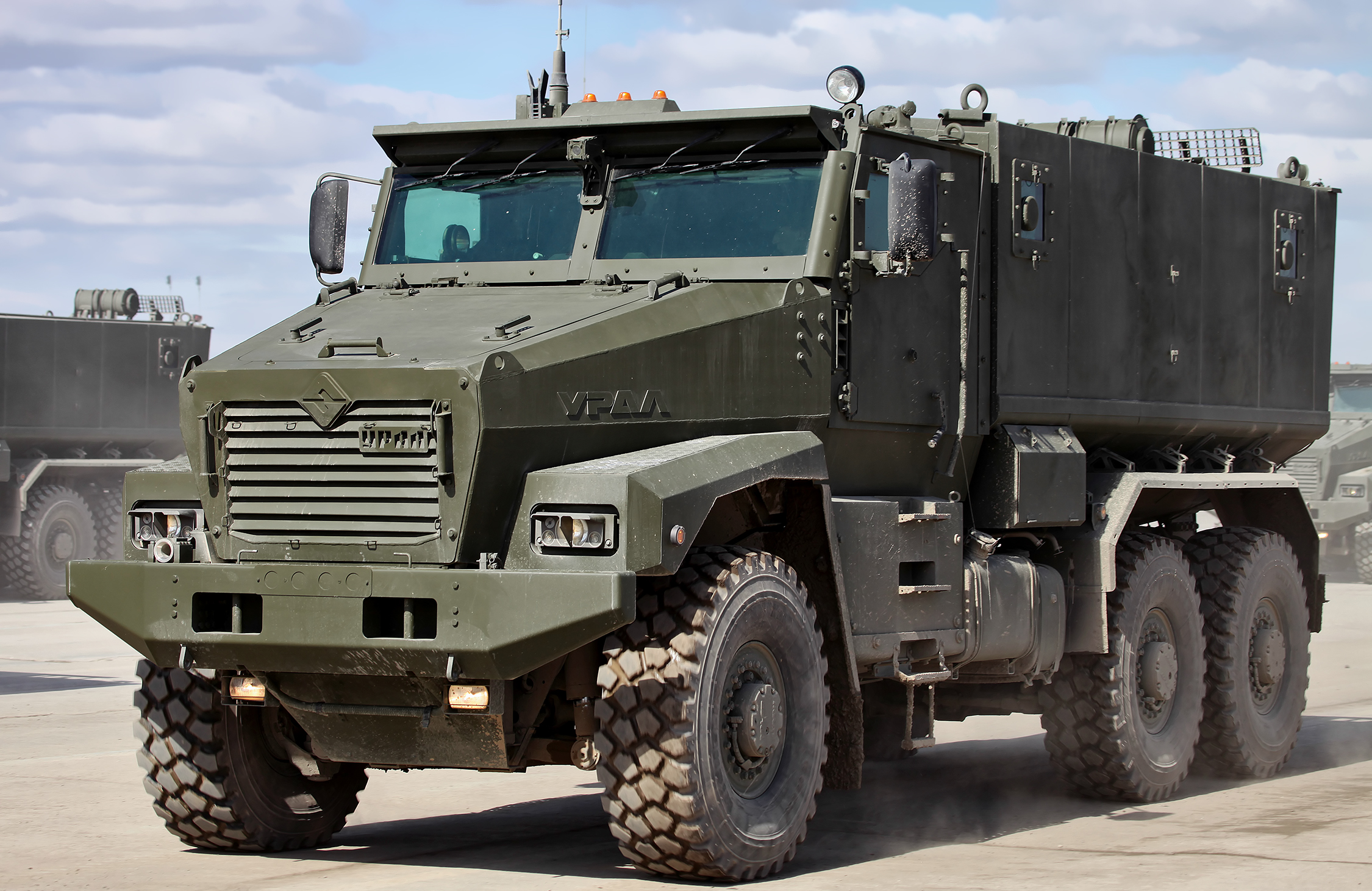
Ural-63095 Tayfun

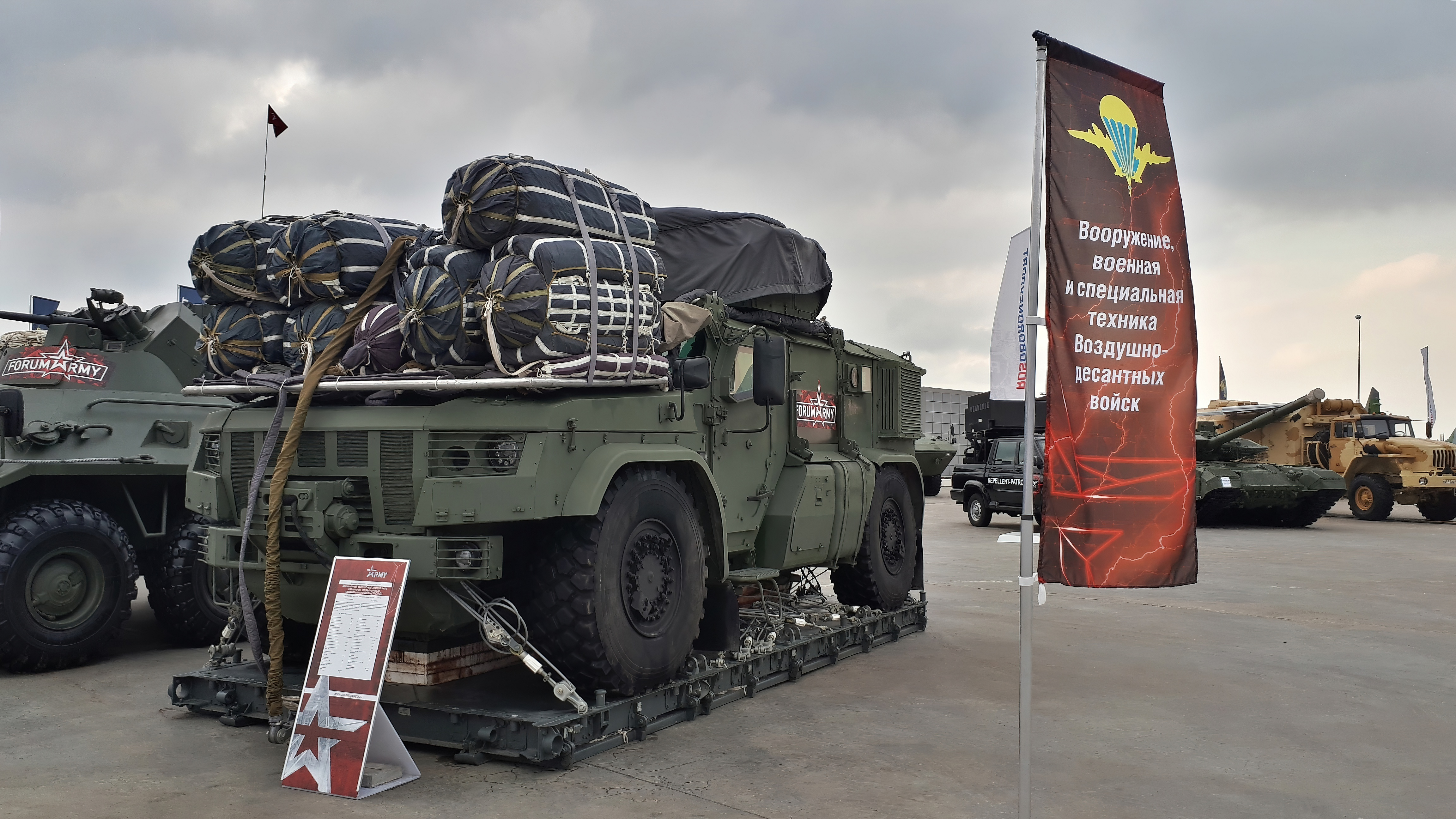
Desatnable Tayfun-VDV en la exposición "Army-2021"

La familia de blindados MRAP Tayfun (en ruso: Тайфун, en inglés: Typhoon) es una línea de blindados de procedencia rusa que comparten el mismo chasis, fabricado entre las 120 entidades que participan de su desarrollo. Dichas factorías incluyen a las firmas KamAZ, Grupo GAZ, y a la institución investigadora Universidad Bauman, entre otras; las que están tomando parte del "programa Tayfun".
El principal objetivo del programa fundamentalmente es el de diseñar una plantaforma nueva y unificada para todas las versiones de un vehículo, que sea resistente a explosiones, y que no están actualmente en la dotación de las fuerzas militares rusas, y los cuales están en servicio desde el año 2014.

## Historia
La historia de la serie de blindados "Tayfun" se inicia en el 2010, cuando el Ministerio de Defensa de Rusia decide que las fuerzas militares de Rusia aprovecharán el desarrollo de vehículos blindados modernos, para un cometido que no tenían en mente aún: un blindado capaz de soportar emboscadas con artefactos explosivos improvisados (AEI) en el marco del "programa de desarrollo en Rusia para un vehículo militar para el periodo hasta el año 2020", en el cual se incluía un vehículo designado inicialmente como "programa Tayfun MRAP". Los primeros vehículos fueron mostrados en el año 2011.

### Diseño
Todas las variantes de los blindados "Tayfun" usan la misma familia de motores (YaMZ-536), sistemas de información y de control, además de los mismos materiales, chasis, suspensión y diseños de casco, como parte de la protección contra explosivos improvisados. La protección contra minas consiste en un chasis de construcción en V, capaz de absorber la energía producida por la explosión y posterior onda expansiva, correspondiente al nivel 3b de acuerdo al estándar STANAG 4569 (protección contra artefactos explosivos de hasta 8 kg de TNT). Todas las versiones usan un blindaje de tipo compuesto (láminas de acero que encofran placas de cerámica y de aceros especiales) así como la protección contra impactos de armas se encuadra en el cuarto nivel del mismo estándar (protección contra impactos de calibres hasta 14.5 mm del tipo AP B-32). Todas las variantes pueden montar una estación de armas a control remoto. En el techo del vehículo se han dispuesto troneras para la evacuación en caso de emergencia de la tropa a bordo, en caso de vuelco. En el vehículo se han instalado un sistema de CCTV perimetral que le permite a los tripulantes ver mediante las cámaras de video, la situación sin exponerse al fuego enemigo, y el controlar al vehículo en el evento de un incapacidad de maniobrar al usarse el vidrio de protección para el conductor. El espacio habitable en todas las variantes pueden protegerse mediante sistemas de seguridad ABQ, el cual se apoya al mantener a los tripulantes a bordo en un entorno separador por un compartimiento defendido por una atmósfera artificialmente sostenida por sobrepresión mediante el sistema de filtrado HLF-100 . Todos los vehículos disponen de configuraciones de dos, tres o cuatro ejes.

### Misión
La familia de vehículos blindados "Tayfun" está diseñada para el transporte de tropas (como transporte blindado de personal), y en otras variantes, mediante la modularización de su diseño, lo que le permite ser equipado con diferentes sistemas de armas o de equipos especiales, para desempeñar misiones tales como la de artillería autopropulsada, artillería antiaérea, transporte de vehículos aéreos no tripulados, grúas, vehículos de recuperación, camiones y otros.

## Variantes

### VersionesKamAZ
KamAZ-63968 Tayfun-K
Kamaz-63968 Tayfun-K Vehículo multitarea de concepción modular, de tipo MRAP.
KamAZ-63969
De carrocería maciza, tracción 6x6 sobre ruedas, es un transporte blindado de tropas de tipo anfibio con una estación de armas remotamente controlada.

### VersionesUralAZ
Ural-63095 Tayfun
Ural-63095 Tayfun Vehículo multitarea de concepción modular, de tipo MRAP.
Ural-63099
Vehículo MRAP para transporte de tropas.